# 토르스뵐루르
토르스뵐루르(페로어: Tórsvøllur)는 페로 제도의 토르스하운에 위치한 축구 경기장이다. 페로 제도 축구 국가대표팀의 홈 구장으로 사용되고 있으며, 6,040명을 수용할 수 있다.

## 역사
1999년에 개장되어 페로 제도의 유일한 국립 경기장이 되었으며 잔디도 국제 규격에 맞는 잔디를 설치하여 국제 경기도 열수 있게 되었다. 토르스뵐루르가 건설되기 이전에는 페로 제도 축구 국가대표팀의 경기는 토프티르에 위치한 스방가스카르드에서 실시했었다.
2011년 8월에는 조명등을 설치하였고, 조명탑 설치 후 2011년 9월 2일에 이탈리아 축구 국가대표팀과 공식적인 첫 경기를 가졌다. 그 경기는 이탈리아가 1 대 0으로 승리했다.

## 기록

### 2002년 FIFA 월드컵 유럽 지역 예선
| 날짜           | 팀 1      | 스코어 | 팀 2   | 라운드 |
| -------------- | --------- | ------ | ------ | ------ |
| 2001년 9월 5일 | 페로 제도 | 0 - 3  | 러시아 | 1조    |